# Ранс (Франция)
Ранс (фр. Rances) — коммуна во Франции, находится в регионе Шампань — Арденны. Департамент — Об. Входит в состав кантона Бриен-ле-Шато. Округ коммуны — Бар-сюр-Об.
Код INSEE коммуны — 10315.
Коммуна расположена приблизительно в 170 км к востоку от Парижа, в 60 км южнее Шалон-ан-Шампани, в 40 км к северо-востоку от Труа.

## Население
Население коммуны на 2008 год составляло 42 человека.
| 1962 | 1968 | 1975 | 1982 | 1990 | 1999 | 2008 |
| ---- | ---- | ---- | ---- | ---- | ---- | ---- |
| 81   | 81   | 61   | 46   | 43   | 40   | 42   |

## Администрация
| Период | Период | Фамилия       | Партия | Примечания |
| ------ | ------ | ------------- | ------ | ---------- |
| 2001   | 2008   | Мишель Жансон |        |            |
| 2008   |        | Жерар Доре    |        |            |

## Экономика
В 2007 году среди 33 человек в трудоспособном возрасте (15—64 лет) 20 были экономически активными, 13 — неактивными (показатель активности — 60,6 %, в 1999 году было 72,0 %). Из 20 активных работали 18 человек (11 мужчин и 7 женщин), безработных было 2 (1 мужчина и 1 женщина). Среди 13 неактивных 1 человек был учеником или студентом, 9 — пенсионерами, 3 были неактивными по другим причинам.

## Фотогалерея

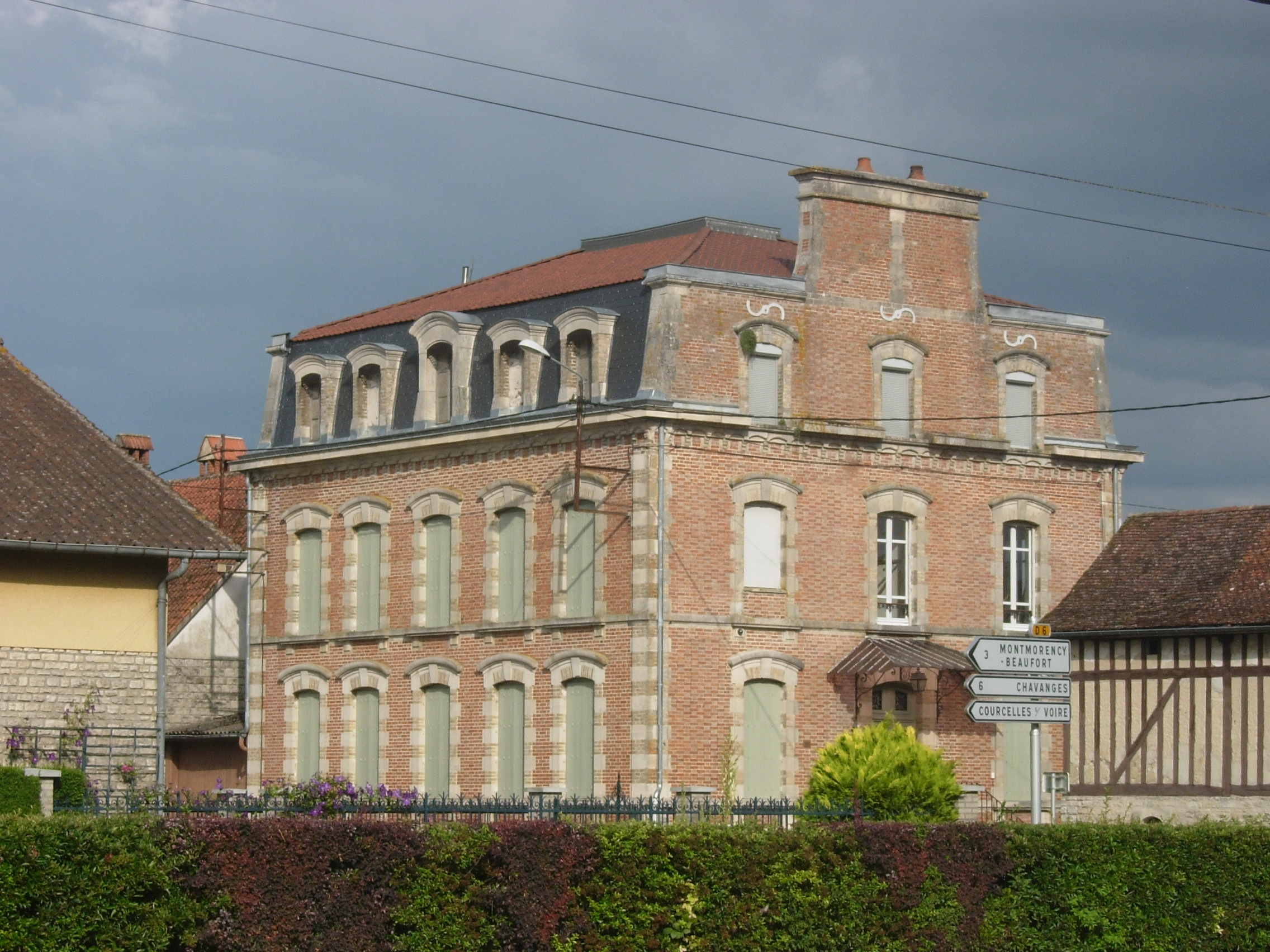
Ранс
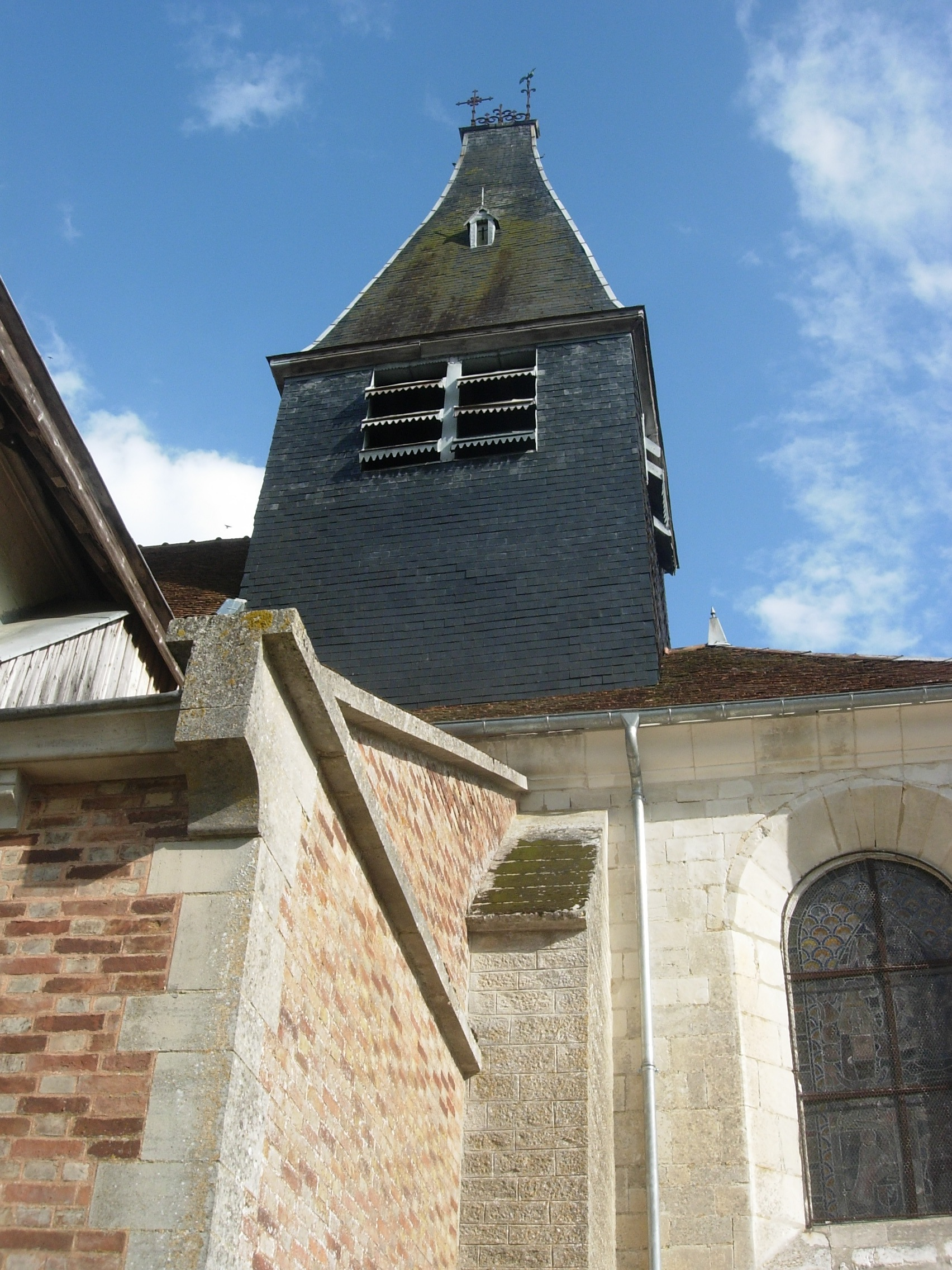
Церковь
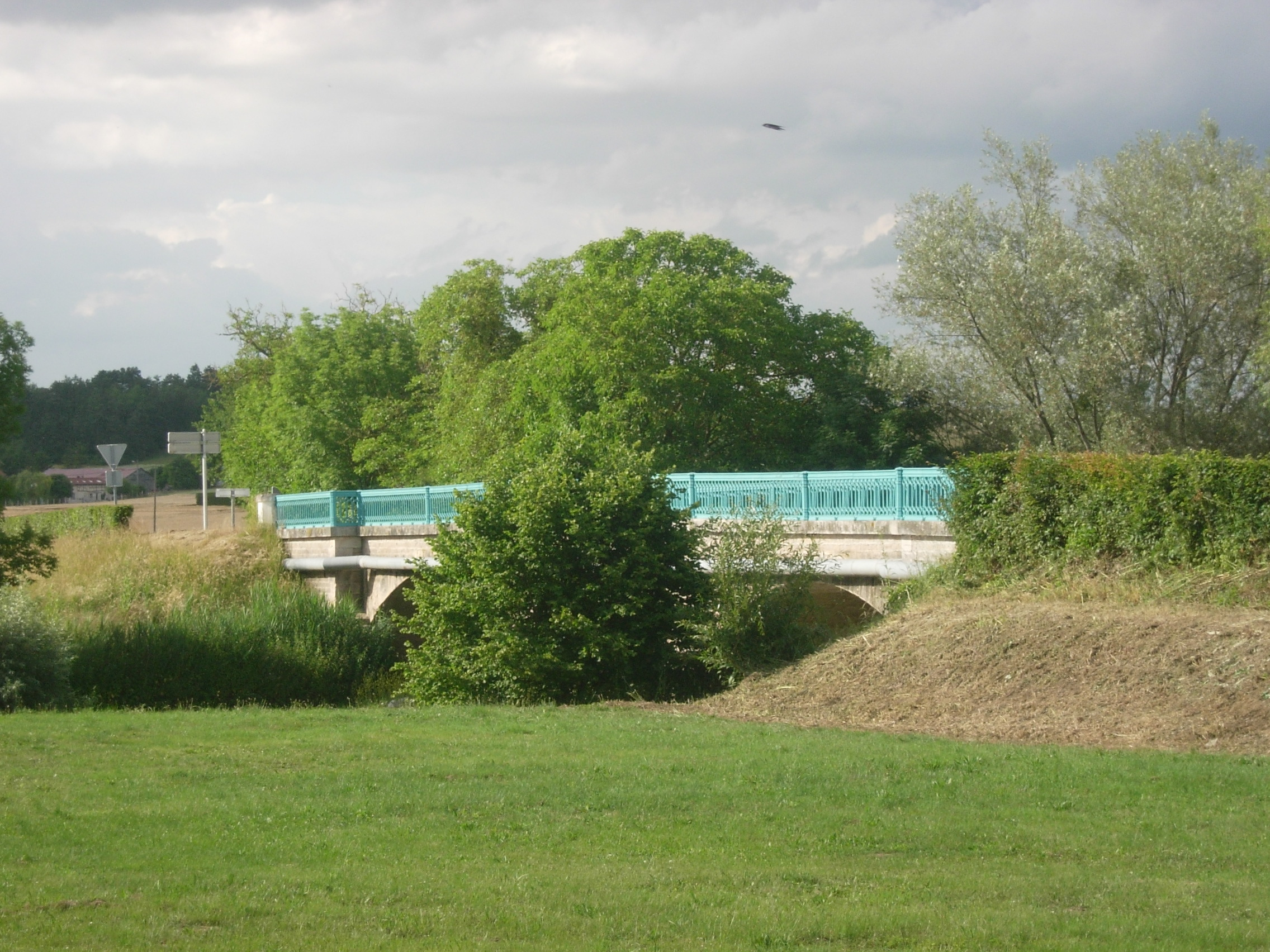
Мост через реку Вуар
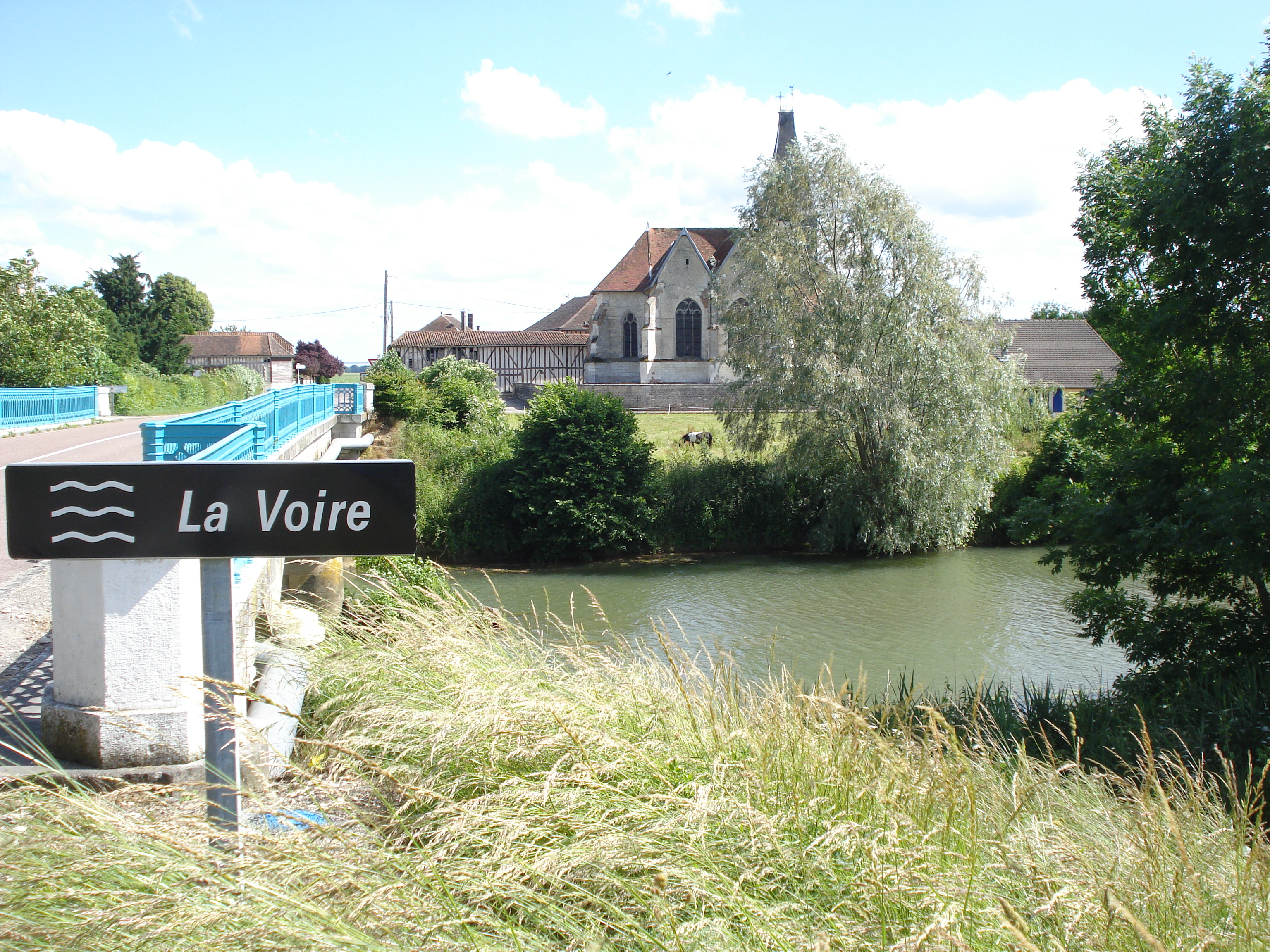
Вид на Ранс с моста через реку Вуар